# Generál horských vojsk
Generál horských vojsk či Generál horských jednotek (německy General der Gebirgstruppe) byla německá generálská hodnost zavedená Wehrmachtem v roce 1940.
Tato hodnost byla na stejné úrovni jako dlouho zavedené hodnosti jako byly: Generál jezdectva (General der Kavallerie), Generál dělostřelectva (General der Artillerie) a Generál pěchoty (General der Infanterie). Wehrmacht společně s ní zavedl hodnosti Generál zásobovacích vojsk (General der Nachschubtruppe), Generál spojovacích vojsk (General der Nachrichtentruppe), Generál výsadkových vojsk (General der Fallschirmtruppe) a Generál tankových vojsk (General der Panzertruppe).

## Seznam důstojníků, kteří získali hodnost generál horských vojsk
- Franz Böhme (1885–1947) (spáchal sebevraždu)
- Eduard Dietl (1889–1944) (povýšen do hodnosti Generaloberst 1. června, 1942, zemřel při leteckém neštěstí 23. června, 1944)
- Karl Eglseer (1890–1944) (zemřel při leteckém neštěstí 23. června, 1944)
- Valentin Feurstein (1885–1970)
- Georg von Hengl (1897–1952)
- Ferdinand Jodl (1896–1956)
- Rudolf Konrad (1891–1964)
- Hans Kreysing (1890–1969)
- Ludwig Kübler (1889–1947) (popraven v Jugoslávii)
- Hubert Lanz (1896–1982)
- Julius Ringel (1889–1967)
- Ferdinand Schörner (1892–1973) (povýšen do hodnosti Generalfeldmarschall 4. duben, 1945)
- Hans Schlemmer (1893–1973)
- Hans Karl Maximilian von Le Suire (1898–1954)
- Kurt Versock (1895–1963)
- Emil Vogel (1894-1985)
- Friedrich-Jobst Volckamer von Kirchensittenbach (1894–1989)
- August Winter (1897–1979)